# Нолль, Дитер
Ди́тер Нолль (нем. Dieter Noll; 31 декабря 1927[…], Риза, Мейсен — 6 февраля 2008, Цойтен, Бранденбург) — немецкий писатель и журналист, автор романа «Приключения Вернера Хольта».

## Биография
Дитер Нолль родился в семье фармацевта. Его мать была полуеврейкой и была репрессирована в соответствии с нюрнбергскими расовыми законами нацистской Германии.
В 1944 году был призван в армию, служил в войсках противовоздушной обороны. В конце войны попал в плен к американцам. После освобождения получил аттестат зрелости, учился в Йенском университете, изучал филологию, философию и историю искусств. В 1946 году вступил в Коммунистическую партию Германии, которая в том же году преобразовалась в СЕПГ.
С 1950 года Дитер Нолль жил в Берлине и был редактором журнала Aufbau («Возрождение»), а также сотрудником газеты Neues Deutschland. Много ездил по ГДР, писал очерки о производстве и о людях труда. С 1956 года был внештатным сотрудником и занимался литературным творчеством.
В 1960 году был опубликован первый том романа «Приключения Вернера Хольта», в котором отразились личные впечатления автора 1944—1945 годах. Писателю удалось создать жизненный и привлекательный образ немецкого юноши, воспитанного в духе нацистской пропаганды, но постепенно освобождающегося от её влияния под воздействием суровых реалий войны.  Нолль свидетельствовал и отразил использование в Вермахте Первитина
Роман имел грандиозный успех и в ГДР, и за границей: в короткое время он был издан общим тиражом свыше двух миллионов экземпляров и переведён на пятнадцать языков. В ГДР он был включён в школьную программу по литературе.
В 1963 году был опубликован второй том романа — «Возвращение». Здесь Вернер Хольт долго и мучительно ищет своё место в новой, послевоенной Германии. Критически оценивая происходящее в восточной зоне, он перебирается в западную, но вскоре разочаровывается в капиталистическом пути развития и возвращается обратно.
Продолжение, обладавшее немалыми литературными достоинствами, не имело того общественного резонанса, какой выпал на долю первого тома.
В 1965 году роман «Приключения Вернера Хольта» был экранизирован.
В дальнейшем писатель разрабатывал ещё несколько проектов, включая третью часть «Хольта», но остался не удовлетворён всем написанным.
Только в 1979 году вышел из печати новый роман Нолля — «Киппенберг», повествующий о творческом кризисе талантливого учёного, достигшего значительного административного поста в научно-исследовательском институте. Роман имел читательский успех, хотя и несопоставимый с триумфом первого тома «Хольта».
Дитер Нолль был также автором ряда киносценариев. Скончался от последствий рака.

## Факты
- В мае 1979 года Дитер Нолль, демонстрируя свою политическую лояльность, обратился к Эриху Хоннекеру с открытым письмом, где жёстко критиковал писателей-диссидентов. Последствием было исключение десяти человек из Союза писателей ГДР (DDR-Schriftstellerverband) в июне 1979 г.
- В 1984 году сын писателя Ганс (р. 1954) переехал из Восточной Германии в Западный Берлин. Впоследствии переехал в Израиль, где стал известен как писатель Хаим Нолль[англ.].
- В 1996 году журнал Der Spiegel изобличил Дитера Нолля как внештатного сотрудника Министерства государственной безопасности ГДР («Stasi»).